# Kinbaku

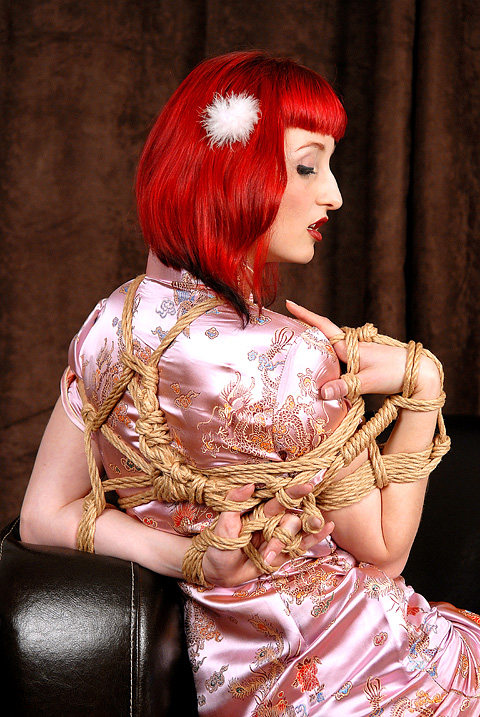
Vrouw waarbij de armen volgens kinbaku op asymmetrische manier zijn gebonden

Kinbaku (Japans: 緊縛), ook wel shibari genoemd, is een Japanse vorm van bondage waarbij een persoon op een kunstzinnige en erotische manier met touw wordt vastgebonden. Het binden zelf is een belangrijk onderdeel van het spel waar veel tijd aan wordt besteed. Het binden is aan esthetische regels gebonden. Er wordt hierbij veel touw gebruikt waardoor iemand eigenlijk in een web van touw gevangen zit. Een ander typisch gebruik is om iemand in een asymmetrische houding te dwingen.
In het Westen wordt vaak de term shibari gebruikt. In principe hebben shibari en kinbaku dezelfde betekenis. Wanneer men het over de esthetische kant heeft, spreekt men vaker van shibari en wanneer men het over de bdsm-kant heeft over kinbaku.
Bij kinbaku of shibari wordt meestal geknoopt met een touw van natuurvezels (hennep of jute) van 5 of 6 mm dik. De lengte van de touwen is meestal 8 of 10 meter. Degene die vastgeknoopt wordt, wordt aangeduid met 'model' of 'bunny', degene die knoopt wordt de 'rigger' genoemd.
De Japanse schilder Seiu Ito (1882-1961) wordt wel gezien als de grondlegger van kinbaku in zijn huidige vorm. Hij maakte als eerste erotische schilderijen van vastgebonden vrouwen. Nobuyoshi Araki is een fotograaf die veel foto's heeft gemaakt van vrouwen in kinbaku. Onder anderen Lady Gaga liet zich op die manier door hem fotograferen. Ook voor een videoportret door Robert Wilson poseerde Lady Gaga in kinbaku.
Kinbaku moet zorgvuldig gebeuren. Bij ondeskundige handelingen kunnen zenuwen bekneld raken of kan de bloedtoevoer afgekneld worden. Ook kunnen er schuurwonden ontstaan doordat een verkeerd touwsoort gebruikt wordt.